# Fan Changlong

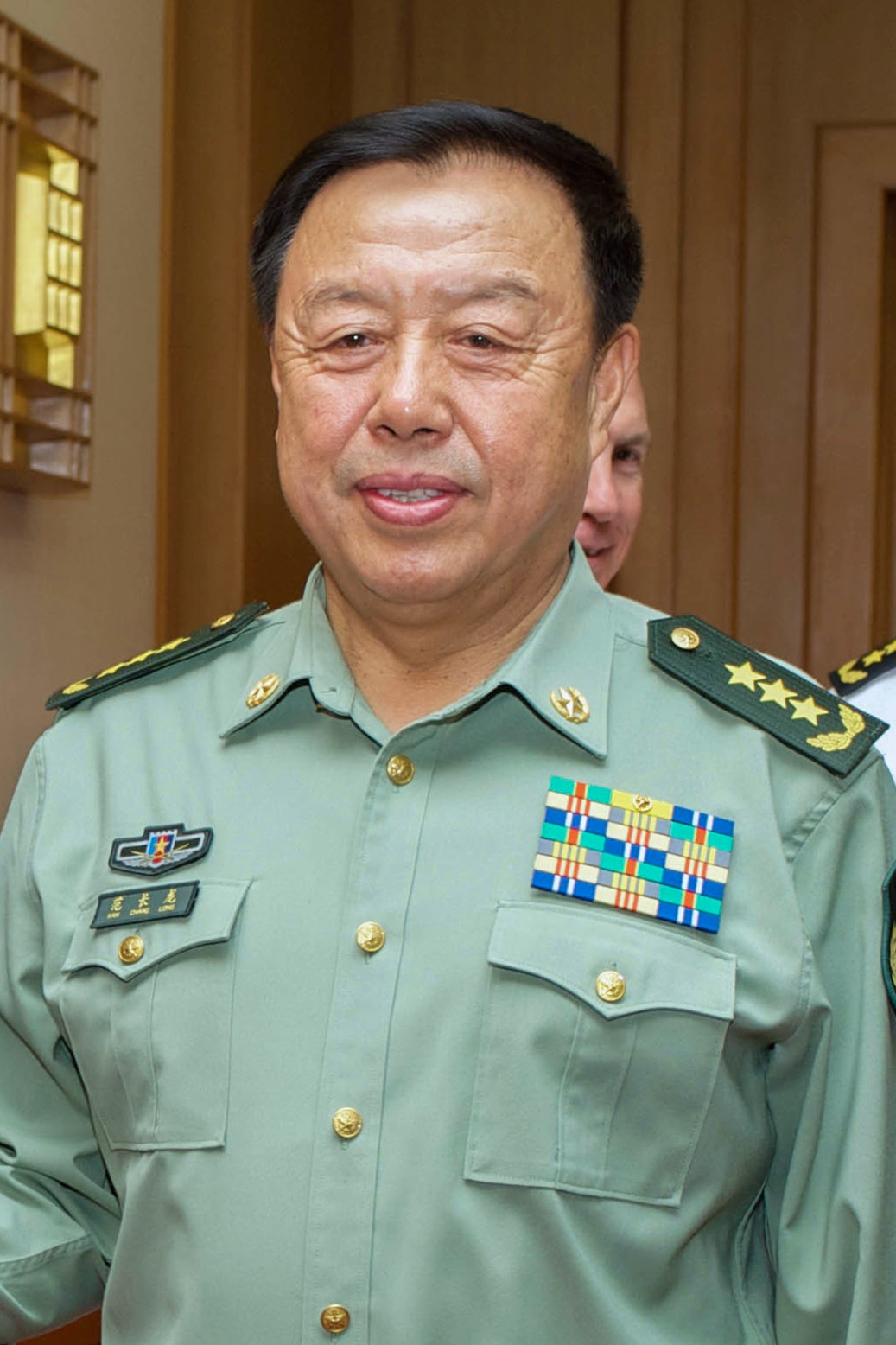
General Fan Changlong (2015)

Fan Changlong (chinesisch 范长龙; * Mai 1947 in Donggang, Liaoning) ist ein chinesischer General der Volksbefreiungsarmee und Politiker der Kommunistischen Partei Chinas (KPCh), der unter anderem zwischen 2012 und 2017 Mitglied des Politbüros der Kommunistischen Partei Chinas und zugleich Vize-Vorsitzender der Zentralen Militärkommission der Volksrepublik China war.

## Leben
Fan Changlong, der zur Volksgruppe der Han gehört, wurde als Angehöriger der „Wissensjugend“ im Rahmen der sogenannten „Hoch in die Berge und runter in die Landschaft“-Bewegung während der Kulturrevolution zwischen 1968 und 1969 in die Volkskommune „Gushan“ gesandt. 1969 wurde er Mitglied der Kommunistischen Partei Chinas (KPCh) und trat zugleich in die Volksbefreiungsarmee ein. Nach seiner Ausbildung im Heer von 1969 bis 1971 war er zwischen 1971 und 1972 zunächst Zugführer sowie im Anschluss von 1973 bis 1976 Politoffizier einer Kompanie. Danach war er zwischen 1976 und 1982 Stabschef eines Regiments und von 1982 bis 1985 Absolvent der Militärakademie Peking. Im Anschluss fungierte er zwischen 1985 und 1990 als Chef des Stabes einer Division sowie von 1990 bis 1993 Kommandeur einer Division, ehe er zwischen 1993 und 1995 Chef des Stabes der 16. Heeresgruppe.
Nach seiner Beförderung zum Generalmajor 1995 wurde Fan Kommandeur der 16. Heeresgruppe und blieb in dieser Funktion bis 2000. Danach war er zwischen 2000 und 2003 Chef des Stabes des Militärbezirk Shenyang sowie zugleich auch Mitglied des Ständigen Ausschusses des Parteikomitees des Militärbezirk Shenyang. In dieser Verwendung erfolgte 2002 auch seine Beförderung zum Generalleutnant. Auf dem XVI. Parteitag (8. bis 14. November 2002) wurde er Kandidat des Zentralkomitee der Kommunistischen Partei Chinas (ZK der KPCh). Er war zwischen 2003 und 2004 Assistierender Chef des Generalstabes der Volksbefreiungsarmee sowie zugleich Mitglied des Parteikomitees im Hauptquartier des Generalstabes. Als Nachfolger von Generalleutnant Chen Bingde wurde er 2004 Kommandeur des Militärbezirk Jinan und verblieb auf diesem Posten bis 2012, woraufhin er durch Generalleutnant Zhao Zongqi abgelöst wurde. Er war zugleich zwischen 2004 und 2012 in Personalunion auch stellvertretender Sekretär der Parteiführungsgruppe der Militärregion Jinan.
Auf dem XVII. Parteitag (15. bis 21. Oktober 2007) wurde Fan Changlong erstmals zum Mitglied des ZK der KPCh gewählt und gehörte diesem Führungsgremium nach seiner Wiederwahl auf dem XVIII. Parteitag (8. bis 14. November 2012) bis zum XIX. Parteitag (18. bis 25. Oktober 2017) an. Er wurde 2008 zum General befördert und fungierte zwischen dem 4. November 2012 und 2017 als Vize-Vorsitzender der Zentralen Militärkommission des ZK der KPCh. Auf dem XVIII. Parteitag (8. bis 14. November 2012) wurde er des Weiteren zum Mitglied des Politbüros der Kommunistischen Partei Chinas gewählt und gehörte diesem obersten Führungsgremium ebenfalls bis zum XIX. Parteitag (18. bis 25. Oktober 2017) an. Am 16. März 2013 wurde er Vize-Vorsitzender der Zentralen Militärkommission der Volksrepublik China und ist seit 2014 stellvertretender Direktor der Führungsgruppe zur Vertiefung der Reform der nationalen Verteidigung. Darüber hinaus ist er seit 2017 Mitglied der Zentralen Lenkungs- und Steuerungsgruppe des ZK für Internet- und Informationssicherheit sowie der Zentralen Lenkungs- und Steuerungsgruppe des ZK für Angelegenheiten von Taiwan.